# روچی (شهرستان پینژسکی، استان آرخانگلسک)
روچی (به لاتین: Ruchyi) یک منطقهٔ مسکونی در روسیه است که در استان آرخانگلسک واقع شده‌است.